# Десятов, Владимир Михайлович
Влади́мир Миха́йлович Деся́тов (род 14 апреля 1936, Амурская область) — советский и российский кораблестроитель, государственный и общественный деятель. Народный депутат СССР (1989—1991). Полномочный представитель Президента Российской Федерации в Хабаровском крае (1991—1993).

## Биография
Родился 14 апреля 1936 года в ныне не существующем селе Ново-Покровка Благовещенского района Амурской области, куда его предки переселились в 1870 году. Отец — Михаил Павлович Десятов, военнослужащий, мать — Любовь Константиновна Иголкина, секретарь сельсовета. В 1937 году семья Десятовых перебралась в село Воскресенское Нижнеамурского (ныне Ульчского) района Хабаровского края. В том же году дед Владимира по материнской линии, Константин Филимонович Иголкин, работавший прессовщиком сена в колхозе, был арестован как «враг народа» и расстрелян. Михаилу Десятову, под угрозой увольнения из армии, предложили развестись с дочерью «врага народа» — опасаясь за карьеру, отец Владимира согласился и ушёл из семьи.
В 1941 году Любовь Константиновна повторно вышла замуж, и вновь за военного. В марте 1941 года Владимир Десятов с семьёй переехал в Кривой Рог, на место службы отчима. Во время немецкой оккупации Кривого Рога семья первоначально осталась в городе. Однако затем, опасаясь ареста и отправки в Германию на хозяйственные работы, Владимир с матерью были вынуждены бежать из Кривого Рога: до конца оккупации они скитались по окрестным деревням.
В мае 1946 года семья вернулась в село Воскресенское. В 1952 году Десятов перебрался в Комсомольск-на-Амуре, где поступил на учебу в судостроительный техникум на отделение «судостроение и судоремонт». В техникуме активно занимался спортом — лыжами, легкой атлетикой, гимнастикой, пулевой стрельбой, также активно участвовал в общественной жизни.
В 1956 году, после окончания техникума, был направлен на судостроительный завод рабочим на строительстве эсминца в стапельном цехе № 9, затем стал помощником мастера, а впоследствии и мастером того же цеха. В 1958 году работал мастером на постройке атомной подводной лодки. Год спустя перешёл в только что созданное бюро подводных лодок конструкторского отдела завода. Одновременно продолжил занятия спортом, в частности пулевой стрельбой: в 1960 году занял первое место на зональных соревнованиях Дальнего Востока и Сибири и выполнил норматив мастера спорта СССР. Установил 32 рекорда города и края по пулевой стрельбе, четыре из них по состоянию на 2015 год ещё не были не побиты.
В 1960—1969 годах работал в стапельном цехе № 19 на строительстве атомных подводных лодок: под его руководством было построено две АПЛ. В 1969 году вернулся в конструкторский отдел, где был конструктором, затем начальника группы, начальником сектора и, наконец, главным конструктором. Активно занимался рационализаторской работой — подал и внедрил более 50 рацпредложений, получил два патента на изобретения, относящихся к АПЛ. С 1969 года был членом КПСС. В 1973 году окончил вечернее отделение Комсомольского политехнического института по специальности «инженер-механик».
В 1987 году возглавил борьбу против строительства завода по производству химических удобрений в селе Нижнетамбовское. Был автором 17-страничного обращения «Я — Амур, спасите», в котором было дано описание экологической недопустимости строительства этого завода, затем возглавил инициативную группу граждан — противников строительства завода. В результате в Комсомольск была направлена комиссия Совета Министров СССР и Госэкоэкспертизы, по требованию которой строительство было отменено.
В 1989 году избран народным депутатом СССР от Комсомольского территориального округа № 113. При явке в 84 % избирателей от общего числа зарегистрированных получил 65,2 % голосов пришедших на выборы, его оппонент Брацюн П. В. — 28,6 %. Был депутатом вплоть до распада СССР. Будучи депутатом, продолжил экологическую и природоохранную деятельность, в частности внёс большой вклад в предотвращение строительства АЭС в районе Комсомольска-на-Амуре. Входил в Межрегиональную депутатскую группу.
С 24 августа 1991 года по 18 ноября 1993 года — полномочный представитель Президента Российской Федерации в Хабаровском крае. В 1991 году выдвинул свою кандидатуру для назначения на пост главы администрации Хабаровского края, однако в итоге был назначен Виктор Ишаев.
В настоящее время проживает с семьёй в Санкт-Петербурге.

## Семья
В 1960 году В. М. Десятов женился на Элле Борисовне Пономарёвой. Сын Владимира Михайловича Десятов Владимир Михайлович родился в 1961 году, работал на Комсомольском-на-Амуре авиационном заводе. Имеет четверых внуков: Десятов Феликс Юрьевич, Десятов Леонид Юрьевич, Десятова Елена Юрьевна, Жилин Глеб Олегович.